# Balmaceda picta
Balmaceda picta är en spindelart som beskrevs av George William Peckham och Elizabeth Maria Gifford Peckham 1894. Balmaceda picta ingår i släktet Balmaceda och familjen hoppspindlar. Inga underarter finns listade.